# Чаньї
Ча́ньї (ісп. Chañi, Nevado de Chañi або Cerro Chañi) — найвища вершина аргентинської провінції Жужуй (на межі з провінцією Сальта; висота 5930 м над рівнем моря, за іншими даними — 5896). Ця вершина є частиною великого однойменного масиву з кількома горами-п'ятитисячниками.
Перші сходження на гору відбулися ще доколумбовими мешканцями району, які піднімалися на гору з релігійними цілями, подібні традиції існували у різноманітних андійських народів. Експедиція на вершину 1905 року знайшла біля вершини тіло дитини 5 років, добре збережене завдяки холодним температурам, ймовірно результат жертвопринесення.